# 2006年10月

## 10月31日
- 中国全国人大常委会表决通过一项法律修正案，将死刑案件的核准权统一收归中华人民共和国最高人民法院行使。这个决定自2007年1月1日起施行。新华网（页面存档备份，存于）
- 孟加拉国非党派看守政府正式成立。新华网（页面存档备份，存于）
- 打击核恐怖主义全球倡议首次会议在拉巴特闭幕并通过《原则声明》。新华网（页面存档备份，存于）
- 中國官員在希臘雅典的一場聯合國高層會議中，表示中國沒有網路內容審查，並否認所謂中國防火牆的存在。CNET News、Taiwan.CNET.com

## 10月30日
- 中国—东盟建立对话关系15周年纪念峰会在广西南宁举行。中国日报[]
- 中國臨沂市中級人民法院以證據不足為由，駁回原先對維權人士陳光誠的有罪判決，並發回沂南縣人民法院重新審理。自由電子報
- Windows Media Player 11正式版發佈英文版本。

## 10月29日
- 北京时间0时20分，中国自行研制的新一代大功率通信广播卫星“鑫诺二号”，在西昌卫星发射中心由“长征三号乙”运载火箭成功发射升空。新浪网（页面存档备份，存于）
- 玻利维亚总统莫拉莱斯在拉巴斯宣布，能源国有化改革的任务已经圆满完成。新华网
- ADC航空53號班機：尼日利亞ADC航空公司一架波音737-200客機，由首都阿布賈前往索科托，但起飛後不久墜毀，機上有104人，97人死亡，7人生還。CNN（页面存档备份，存于）路透社維基新聞
- 卢拉·达·席尔瓦在总统大选第二轮投票中獲勝，連任巴西總統。BBC中文網（页面存档备份，存于）新华网（页面存档备份，存于）
- 刚果民主共和国举行总统选举第二轮投票，在任总统约瑟夫·卡比拉亦參選。BBC中文網（页面存档备份，存于）

## 10月28日
- 塞尔维亚共和国开始就是否接受新宪法草案举行全民公决。新宪法草案在序言中明确指出，科索沃享有高度自治，是塞尔维亚领土不可分割的一部分。新华网 Archive.today的存檔，存档日期2013-04-28
- 俄罗斯生活党、退休者党和祖国党三个中左翼党派决定合并组建新党，并将新党的名称确定为“公正俄罗斯：祖国／退休者／生活”（简称“公正俄罗斯”党）。新华网
- 伊朗政府正式启动“公平股份”社会经济改革计划，通过向低收入者廉价转让国有公司股票的方式，促进国家财富的公平分配。新华网 Archive.today的存檔，存档日期2013-04-28

## 10月27日
- 中国工商银行同时在上交所和港交所同步上市，此次工行上市成为全球有史以来最大的首次公开募股。新华网（页面存档备份，存于）搜狐（页面存档备份，存于）金融界 （页面存档备份，存于）新浪网（页面存档备份，存于）
- 联合国候任秘书长潘基文抵达北京，展开一连两天访华行程。BBC中文网（页面存档备份，存于）
- 香港“保钓二号”在钓鱼岛水域与日本舰艇碰撞后，船头等部分严重损毁，船长宣布向台湾方向回航。中国外交部就此事向日本提出交涉。同时，日本外务省也向中国抗议，指保钓船“进入日本领海”。BBC中文网（1（页面存档备份，存于） 2（页面存档备份，存于））
- 2005年法国骚乱一周年，法国巴黎市郊又有两辆公共汽车被蒙面青年烧毁。中国日报（页面存档备份，存于）

## 10月26日
- 甘泉香港航空公司从香港飞伦敦的首航班机延迟一天，终于在香港时间下午1：20起飞。BBC中文网（页面存档备份，存于）
- 世界贸易组织工作组批准越南入世文件。新华网 Archive.today的存檔，存档日期2013-04-28

## 10月25日
- 穆克吉出任印度新外交部长。BBC（页面存档备份，存于）
- 大公網称，中共上海市委常委、组织部长姜斯宪因受社保基金案牵连，调往海南省任副省长，原上海市委统战部长沈红光接任。大公网
- 法国总统希拉克抵达北京进行为期4天的国事访问。中华网
- 中国山东淄博市网络异见人士李建平，因在网上发表时政评论，被法院以“煽动颠覆国家政权罪”，判刑两年，剥夺政治权利两年。RFA[]、BBC中文网（页面存档备份，存于）
- 来自全球63个科研机构的百余名科学家宣布，他们经过4年多努力，终于破译了蜜蜂的全基因组。CCTV（页面存档备份，存于）
- Mozilla Firefox 2.0  官方版發布。

## 10月24日
- 继赣江职业技术学院21日因校方欺骗学生、伪造文凭等问题，导致严重的学生骚乱后，江西省服装技术学院也发生同原因骚乱，警方高度戒备。博讯（页面存档备份，存于）、BBC中文网（页面存档备份，存于）、RFA[]、德国之声（页面存档备份，存于）
- 上海市人民政府新闻发言人小组证实，上海市国有资产管理委员会主任凌宝亨、副主任吴鸿玫因涉嫌卷入社保基金案，被中纪委要求协助调查。新华网（页面存档备份，存于）新浪网（页面存档备份，存于）
- 无国界记者组织发布2006年世界新闻自由指数，中国排名在163名，下滑至倒数第六。台灣從去年的51名進步為43名，排名比日本的51名、美國的53名為高。RFA普通話[]、RSF英文、BBC新闻网（页面存档备份，存于）自由電子報
- 日前從台灣桃園機場管制區內脫團的中國山西省科技專家協會秘書長賈甲，主動向台灣觀光局投案，並口頭向警方要求政治庇護。自由電子報

## 10月23日
- 在庆祝匈牙利十月事件50周年活动举行期间，匈牙利警方用催泪瓦斯、高压水枪和橡皮子弹驱逐约一千名示威者。BBC（页面存档备份，存于）
- 遭苏丹驱逐的联合国特使普龙克返回纽约。BBC（页面存档备份，存于）
- 官方統計結果顯示，保加利亞大選中在任總統格奥尔基·珀尔瓦诺夫於第一輪取勝。路透社
- 各国穆斯林庆祝开斋节。人民网（页面存档备份，存于）

## 10月22日
- 巴拿馬就擴建巴拿馬運河舉行公投，選務當局晚上宣布，在開出九成四的選票中，逾78％選民支持這項經費高達52億5千萬美元的計劃。自由電子報
- 蘇丹政府因不滿聯合國特使普隆克發表批評其處理達夫人道危機作為的言論，下令普隆克必須於三日內離境。

## 10月21日
- 在奥尔胡斯举行的第39届体操世锦赛落幕，中国队获得14枚金牌中的8枚。中国女队更历史性地第一次获得团体冠军。CCTV（页面存档备份，存于）新华网（页面存档备份，存于）
- 王光美的遗体告别仪式在八宝山革命公墓举行。搜狐（页面存档备份，存于）

## 10月20日
- 大閘蟹事件：
  - 台灣衛生署長侯勝茂表示，大閘蟹檢驗出致癌物質，食品衛生處需要檢討，該處處長蕭東銘調離主管職務，靜待調查。東森新聞報（页面存档备份，存于）
  - 台灣立法院台聯黨團指出，行政院應全面收購市售大閘蟹並予以銷毀。東森新聞報（页面存档备份，存于）東森新聞報（页面存档备份，存于）
- 欧盟25个成员国领导人在芬兰的拉赫蒂举行为期1天的非正式首脑会议，就能源及创新等多项议题达成共识，认为创新能力的提高及能源安全是欧盟经济增长和社会发展的关键。新华网 Archive.today的存檔，存档日期2013-04-28
- 欧佩克部长级特别会议决定，从11月1日起将该组织的原油日产量减少120万桶。新华网 Archive.today的存檔，存档日期2013-04-28

## 10月19日
- 一名蒙古女郎阿尔丹杜雅·沙丽布（Altantuya Shaaribuu）在马来西亚靠近首都吉隆坡的莎阿南区偏僻处，遭人使用C4炸药杀害，或先被杀害后再用C4炸药毁尸灭迹[1][2]。
- 中国江苏省苏州市阳澄湖大闸蟹行业协会会长杨维龙表示，9月29日台湾经济部标准检验局对批号为204C5064997的中华绒毛蟹出具的检验证书显示“依《输入食品查验办法》抽批查验方式，符合。”但到10月17日，该检验局新竹分局却发函称，这一批次大闸蟹被检出硝基呋喃代谢物残留。两者前后矛盾。新华网 Archive.today的存檔，存档日期2013-04-28
- 欧盟开始对中国冷冻草莓征收34%的反倾销税，并将持续6个月时间。BBC中文网（页面存档备份，存于）
- 朝鲜劳动党总书记、国防委员会委员长金正日在平壤会见了中共中央总书记、国家主席胡锦涛的特别代表唐家璇国务委员。新华网 Archive.today的存檔，存档日期2013-04-28
- 香港立法會三讀通過《2005年吸煙（公眾衛生）（修訂）條例草案》，另外大部分政黨支持並通過由楊森提出動議反對開徵商品及服務稅動議，而李國寶提出的修正案則被否決，議案並無約束力。明報、立法會：《2005年吸煙（公眾衛生）（修訂）條例草案》委員會（页面存档备份，存于）、新华网（页面存档备份，存于）、明報
- 中国国家统计局新闻发言人说，统计局原局长邱晓华涉嫌上海社保基金案，正被中纪委调查。新华网（页面存档备份，存于）
- 美國收盤首次突破12,000點，創下歷史新高。
- WindowsInternet Explorer 7正式版發怖英文版本。

## 10月18日
- 阳澄湖大闸蟹行业协会会长否认大闸蟹含致癌物。新浪网（页面存档备份，存于）
- 84名日本国会议员集体到供奉有二战甲级战犯的靖国神社参拜。参拜者主要来自执政的自民党，其中包括8名安倍晋三内阁成员。搜狐（页面存档备份，存于）

## 10月17日
- 2006年体操世锦赛上，中国男团第七次夺得世锦赛该项目的金牌。搜狐体育（页面存档备份，存于）新华网（页面存档备份，存于）
- 美国人口达到3亿。美国人口普查局（页面存档备份，存于）新华网 Archive.today的存檔，存档日期2013-04-28
- 在卢森堡举行的欧盟外长会议决定，欧盟未来7年内将向全球贫困地区提供总额近400亿欧元的发展援助资金。 新华网 Archive.today的存檔，存档日期2013-04-28
- 河北沧州市异议人士郭起真因在网络上发表文章，被沧州市中级法院以"煽动颠覆国家政权"罪，一审判处有期徒刑四年、剥夺政治权利三年。德国之声（页面存档备份，存于）、自由亚洲电台[]、美国之音（页面存档备份，存于）
- 维亚康母宣布与百度达成协议，共同拓展中国数字媒体市场，MTV成为百度的第一个国际媒体战略合作伙伴。新浪（页面存档备份，存于）

## 10月16日
- 全球集資額最大的中國工商銀行H股在香港公開招股上市。 維基新聞
- 第61届联大选举安理会5个新的非常任理事国，比利时、意大利、南非和印尼当选，拉丁美洲候选国家经10轮投票都没有取得当选所需的票数。新华网（页面存档备份，存于）
- 斯里兰卡发生自杀式炸弹袭击，至少102人丧生，150余人受伤，斯里兰卡政府指责伊拉姆猛虎组织应对此事件负责。新华网转京华时报
- 美国和俄罗斯科学家组成的一个研究小组宣布，他们成功制造出了门捷列夫元素周期表中的118号元素。新华网（页面存档备份，存于）

## 10月15日
- 中国出口商品交易会举办第一百届盛会。新华网
- 美籍华裔少女金久慈独揽曼谷女子网球公开赛两项冠军。新华网 Archive.today的存檔，存档日期2013-04-28
- 美國夏威夷於當地時間早上7點07分發生芮氏規模6.6的強震。香港新浪網[永久]自由電子報
- 以色列警方建议总检察长以强奸罪和性骚扰罪起诉总统摩西·卡察夫。新华网 Archive.today的存檔，存档日期2013-04-28
- 包括基地组织在内的伊拉克武装团体“圣战者协商委员会”在互联网上公布了一段录像，宣称他们已经在伊拉克建立了一个新的伊斯兰国家，其范围包括首都巴格达在内的六个省份，呼吁伊拉克逊尼派民众向新政府效忠。新华网（页面存档备份，存于）

## 10月14日
- 联合国安理会一致通过《联合国安理会1718号决议》，对加以制裁。BBC中文网（页面存档备份，存于）

## 10月13日
- 聯合國大會通過委任外交通商部长官潘基文担任下任联合国秘书长。路透社新华社（页面存档备份，存于）
- 孟加拉国银行家穆罕默德·尤诺斯与格拉明乡村银行共享2006诺贝尔和平奖。穆罕默德·尤诺斯同時宣佈，將把140萬美元的獎金全數捐給非營利性組織，作為改善窮人飲食和生活的資金。腾讯（页面存档备份，存于） 中国日报（页面存档备份，存于）東森新聞報（页面存档备份，存于）
- 台湾立法院就第二次总统罢免案进行表决，罢免案未能过关。BBC中文网（页面存档备份，存于）

## 10月12日
- 土耳其作家奥尔汗·帕穆克荣获2006诺贝尔文学奖。搜狐（页面存档备份，存于）
- 中國大陸維權律師高智晟被證實在9月21日以「涉嫌煽動顛覆國家政權罪」正式逮捕。明報（页面存档备份，存于）
- 中國國務院免去邱曉華的國家統計局局長職務，任命謝伏瞻為國家統計局局長。新華網（页面存档备份，存于）

## 10月11日
- 中国共产党第十六届中央委员会第六次全体会议在北京闭幕。新华网（页面存档备份，存于）
- 一架小型飛機撞擊紐約市曼哈頓一棟大廈後墜毀，機上兩人死亡，其中一人正是該架飛機擁有者兼飛行員的紐約洋基隊投手柯利·萊多。紐約時報（页面存档备份，存于）

## 10月10日
- 台湾“百萬人民倒扁運動”总部发起“天下围攻”集会游行。中国新闻网東森新聞報（页面存档备份，存于）
- 外国登山者向媒体透露，他们看到中国边防军向试图越境逃离的藏民开枪，一名藏族女尼丧生，可能还有一名幼童丧生，另有10多名藏族儿童被拘。BBC新闻网（页面存档备份，存于）、RFA[]、VOA News、博讯新闻网
- 菲律宾南部发生两起炸弹爆炸事件8人死亡。新华网
- 中国、越南和老挝确定三国国界交界点。新华网（页面存档备份，存于）
- 巴格达南部一个美军基地的弹药库发生火灾，导致一连串的爆炸。新浪网（页面存档备份，存于）
- 伊朗最高领袖哈梅内伊在会见包括总统内贾德的伊朗高层官员时说，伊朗将继续实施其核计划，不会在国际社会的压力下屈服退让。新浪网（页面存档备份，存于）

## 10月9日

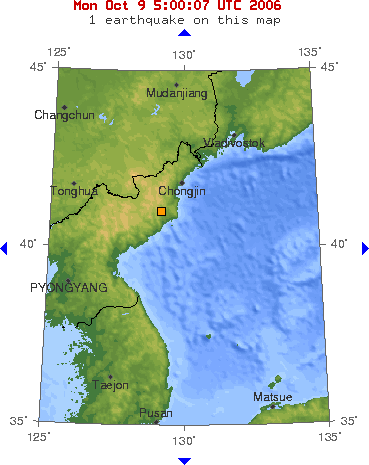
北韓核子試爆地點示意圖（圖中黃點）

- 埃德蒙·费尔普斯获得2006年诺贝尔经济学奖。新华网新华网（页面存档备份，存于）
- 日本首相安倍晋三访问韩国。新浪网转中国日报（页面存档备份，存于）
- 联合国安理会在纽约举行联合国秘书长候选人正式投票，15国以鼓掌方式一致通过决定，提名潘基文为下一届秘书长。中新网（页面存档备份，存于）
- ：据朝鲜中央通讯社报道，朝鲜“安全、成功地”进行了地下核試驗。新华网（页面存档备份，存于）
- Google以16.5亿美元的价格收购了YouTube。Google Press Center（页面存档备份，存于） 新浪（页面存档备份，存于）

## 10月8日
- 中国共产党十六届六中全会在北京举行。人民网
- 日本首相安倍晋三抵达北京开始对中国进行访问。新浪（页面存档备份，存于）

## 10月7日
- 军队联合参谋本部宣布，韩国军队当天中午对越过韩朝军事分界线的5名军人进行了警告射击。新华网 Archive.today的存檔，存档日期2013-04-28CNN
- 2006年搞笑諾貝爾獎颁奖。维基新闻

## 10月6日
- 中国国家能源领导小组办公室副主任透露，中国已开始向镇海战略石油储备基地注入原油。新浪转东方早报（页面存档备份，存于）
- 英國《泰晤士報》公佈2006年度全球100所最佳大學排行榜，美國哈佛大學排行第一，北京大學排第14位，居亞洲之首；香港大學在第33位，香港中文大學位居第50位，香港科技大學跌到第58位。大公報
- 根據美國暢銷旅遊雜誌《Travel + Leisure》每年一度的網路票選，今年全球最佳旅遊城市是由佛羅倫斯獲得，而其中亞洲最佳旅遊城市則是由曼谷連續第五年所獲得。東森新聞（页面存档备份，存于）
- 俄罗斯派專機遣返136名格魯吉亞非法移民回國。雅虎新闻新华网 Archive.today的存檔，存档日期2013-04-28
- 联合国安理会发表主席声明，要求取消计划中的核试验。新华网（页面存档备份，存于）
- 加拿大总理史蒂芬·哈珀打电话给美国总统布什，抗议美国将一名加拿大公民误当恐怖嫌疑人秘密送往叙利亚。而美政府问责局同一天公布的报告显示，像这名加拿大人一样错上美国“恐怖名单”的居然还有数万人。新华网
- 根據德國之聲報導，中華人民共和國有望成為法蘭克福國際書展的2009年特邀主賓國。德國之聲中文網（页面存档备份，存于）
- Google以16億5000萬美元收購YouTube。

## 10月5日
- 台灣康福旅行社492本護照遇劫，23個旅行團的旅客被迫中秋節不能出國。 中廣新聞[] 奇摩新聞[]
- 印尼山火的濃煙籠罩鄰近國家，由於自周五晚吹西南風，將蘇門答臘的濃煙吹過馬六甲海峽，影響新加坡及大馬。雅虎新闻
- 美国北卡罗来纳州一家化工厂深夜发生火灾，造成有毒化学气体泄漏并引发一系列爆炸，附近约1.7万居民被迫紧急疏散。新华网

## 10月4日
- 俄国家杜马授权政府对格鲁吉亚进行经济制裁。搜狐（页面存档备份，存于）
- 罗杰·科恩伯格获得2006年诺贝尔化学奖。新华网（页面存档备份，存于）

## 10月3日
- 瑞典皇家科学院宣布，将本年度诺贝尔物理学奖授予美国科学家约翰·马瑟和乔治·斯穆特，以表彰他们发现了宇宙微波背景辐射的黑体形式和各向异性。新华网（页面存档备份，存于）
- 他信辞去泰爱泰党领袖职务。BBC中文网（页面存档备份，存于）
- 北韓外交部突然發表聲明，宣布在科學研究領域進行核試，多國震驚，並作出譴責，中國暫時未有評論。

## 10月2日
- 赞比亚总统利维·姆瓦纳瓦萨获胜连任。新华网（页面存档备份，存于）
- 韩国外长潘基文在联合国安理会意向性投票中，获得包括5个常任理事国在内的14个成员国的支持，接替科菲·安南成为联合国历史上第八位秘书长几成定局。
- 來自遼寧大連的大陆一旅行团所乘坐的旅遊巴士在台湾南投发生严重车祸，六人死亡。BBC中文网（页面存档备份，存于）自由電子報
- 2006年诺贝尔生理学或医学奖被授予两名美国科学家安德鲁一费里和克拉格-米洛，以表彰他们发现了RNA干扰现象。腾讯（页面存档备份，存于）
- 美国宾西法尼亚州一所阿米什人社区学校发生枪击事件，一名持枪歹徒占领学校，在与警察对峙过程中杀死在校6到13对的5名少女并于此后自杀。人民网（页面存档备份，存于）

## 10月1日
- 以色列军队完全撤离黎巴嫩。BBC中文网（页面存档备份，存于）
- 泰國軍事執政團宣布任命素拉育為臨時政府首相。
- 中国重庆市一辆满载乘客的711路公交车在行驶至石门嘉陵江大桥大弯道处引桥时驶向大桥左侧，冲上路沿，撞坏大桥护栏后坠落桥下30米以下地面，车祸造成了29人死亡。新华网（页面存档备份，存于）